# Italiaanse infrastructuur
De grootste obstakels voor de Italiaanse infrastructuur worden gevormd door de Alpen en de Apennijnen, wat echter niet betekent dat het net van verkeersverbindingen daarom per definitie slechter geregeld is. Het spoorwegennet omvat 20.000 km, waarvan ruim 12.000 km geëlektrificeerd. Het wegennet heeft een totale lengte van 305.000 km, waarvan 6100 km snelweg (autostrada). 
Genua is de belangrijkste haven van het land. Andere belangrijke havens zijn Venetië, Napels, Savona, Livorno, La Spezia, Tarente en Triëst. De binnenscheepvaart daarentegen is minder belangrijk. 
Het land heeft in totaal 25 internationale en 36 nationale luchthavens, waarvan Fiumicino (Rome), en Malpensa (Milaan) de grootste zijn.